# 布拉焦
布拉焦(Braggio)是瑞士的城鎮，位於該國東部，由格勞賓登州負責管轄，面積6.91平方公里，海拔高度691米，每年平均降雨量1,645毫米，2013年人口51，人口密度每平方公里7.4人。

## 外部連結
- Official Web site （页面存档备份，存于）